# Cow Days
Cow days is de 26e aflevering van Comedy Centrals animatieserie South Park. Ze werd voor het eerst uitgezonden op 30 september 1998.

## Verhaal
Twee deelnemers aan de spelshow, het stel Tom en Mary, winnen een reis naar het jaarlijkse 'Cow Days'-festival in South Park. Hoewel ze liever wat anders hadden gewonnen, besluiten ze er het beste van te maken. Eén onderdeel van het festival is de 'Cow run', waarbij koeien mensen moeten achtervolgen en waarbij doden vallen. De koeien zijn echter niet vooruit te branden, en de sterfgevallen geschieden voornamelijk doordat de deelnemers in hun eigen hysterie ongelukken begaan.
Ondertussen amuseren Cartman, Kyle, Stan en Kenny zich op het festival. Ze proberen Terrance and Phillip-poppen te winnen bij een ballengooikraam, door ballen in de mond van Jennifer Love Hewitt te werpen. Het is echter oplichterij, want de ballen passen niet door de mond van Jennifer Love Hewitt. Wanneer Kyle Officer Barbrady om hulp vraagt, verwisselt de kermisexploitant de grote bal voor een kleinere, waardoor de oplichterij niet aan het licht komt en Kyle één keer wint. Het blijkt dat men zeven keer moet winnen voor de Terrance & Phillip-poppen, en het plan is om Cartman mee te laten doen aan de rodeowedstrijd, waarbij $5000 te winnen valt. Cartman wordt gedwongen tot deze gevaarlijke stunt, omdat hij eerder al het geld van de jongens aan allerlei zinloze attracties verpatste.
De koeien hebben intussen de mascotte van het festival, een gigantische houten koeienklok die elk uur slaat met 'boe', ontdekt. Zij nemen de mascotte mee, starten hun eigen sekte en aanbidden de mascotte als een god. Van heinde en ver stromen de koeien toe. De bezoekers van de spelshow worden beticht van diefstal en in de gevangenis gegooid.
Tijdens het oefenen voor de rodeo, raakt Cartman gewond aan zijn hoofd. Hij wordt gediagnosticeerd met een vreemde vorm van amnesie, waarbij hij denkt Ming Li, een Vietnamese prostituee, te zijn. Hij doet in die gedaante mee aan de rodeo en wint de hoofdprijs. 
De koeien worden door enkele bewoners van South Park en de FBI gedwongen terug te keren naar hun normale plek in de maatschappij, maar ze plegen collectief zelfmoord, als een sekte.
De $5000 wordt door de jongens geruild voor de Terrance & Phillip-poppen, maar deze blijken van zeer slechte kwaliteit. Wederom wordt Officer Barbrady erbij gehaald en dit keer vindt hij de klacht gegrond. De rest van de inwoners van South Park vinden de kermisexploitanten eveneens oplichters en het sein tot een volksgericht wordt gegeven: de exploitanten worden door de dorpelingen met bezems aangevallen en in de gevangenis gezet. Daar blijken de toeristen van de spelshow te zitten, vergeten door Barbrady, en al aangevreten door de ratten. Een plan wordt bedacht om de dood van het stel te verduisteren en zo komt het festival ten einde.
De volgende dag spelen Kyle en Stan met de voorraad Terrance & Phillip-poppen die ze bij de exploitant hebben geplunderd, en Cartman zegt dat hij droomde dat hij een Vietnamees meisje was, de rodeo won, en de nacht met Leonardo DiCaprio doorbracht. Wanneer Leonardo DiCaprio's limousine stopt en Leonardo hem bedankt, realiseert Cartman zich dat het toch geen droom was geweest.

## Kenny's dood
Kenny wordt door de rodeo-stier aan zijn hoorns gespiest.

## Culturele verwijzingen
- De 'Cow run' in South Park is gebaseerd op het jaarlijkse stierenrennen in onder andere Pamplona, Spanje.
- Wanneer Cartman denkt dat hij Ming Li de Vietnamese prostituee is probeert hij klanten te werven met de zinnen 'Me so horny', 'Me love you long time', en 'Me sucky sucky, only 10 bucks'. Dit is een verwijzing naar de film Full Metal Jacket.